# Maison de la garde d'Alajärvi
La Maison de la garde (finnois : Alajärven suojeluskuntatalo) est un bâtiment situé à Alajärvi en Finlande.

## Histoire
En 1919, l'étudiant en architecture Alvar Aalto conçoit son premier ouvrage complet, la maison des jeunes d'Alajärvi qui est inaugurée en 1920.